# Ibitinga
Ibitinga este un oraș în São Paulo (SP), Brazilia.